# Łowagi
Łowagi (ukr. Ловаги) – wieś na Ukrainie w rejonie rożniatowskim obwodu iwanofrankiwskiego; nad Łomnicą.